# Gėgė
Gėgė je řeka na západě Litvy, v okrese Pagėgiai na území Regionálního parku Němenské delty, pravý přítok ramene delty Němenu Rusnė.

## Průběh toku
Gėgė vytéká z jezera Velnežeris, které je 2 km na jih od okresního města Pagėgiai. Teče stejným směrem jako Rusnė – na severozápad; vzdálenost mezi řekami je jeden až tři kilometry. Protéká kolem obcí Nausėdžiai, Vičiai, Kuciai, Šilgaliai a u obce Berštininkai se stáčí na západ, teče kolem vsi Plaškiai a u vsi Pageldynai se vlévá do Rusnė, 38 km od ústí. Koryto řeky se silně kroutí (meandruje) a jen mezi obcemi Šilgaliai a Plaškiai je regulováno. Při větších povodních koryto Gėgė zcela zalejí vody Rusnė. Celková plocha koryta Gėgė je 110,5 ha, šířka koryta 6 – 15 m, při ústí 50 m, hloubka 1,2 – 1,8 m, rychlost toku je 0,1 m/s, průměrný spád je 19 cm/km.

## Říční ramena
Gėgė má značné množství ramen různých typů. Mezi nimi je 19 větších než 0,5 ha. Největší jsou jezera: Velnežeris (33 ha), Kurmežeris (8 ha).

## Rybnatost
Gėgė je velmi oblíbená mezi rybáři. Je bohatá na:
- Štika obecná Esox lucius
- Okoun říční Perca fluviatilis
- Perlín ostrobřichý Scardinius erythrophthalmus
- Plotice obecná Rutilus rutilus
- Cejnek malý Blicca bjoerkna

a další.

## Přítoky
- Levé:

| Hydrologické pořadí | Řeka                  | Délka (km)   | Povodí (km²)   | Vzdálenost od ústí (km) | Ústí kde         | Souřadnice ústí |
| ------------------- | --------------------- | ------------ | -------------- | ----------------------- | ---------------- | --------------- |
| 10012431            | Užlenkė Upelis celkem | 7,0 8,6 15,6 | 30,9 16,5 30,9 | 20,2                    | Plaušvariai      |                 |
|                     | Pirdė                 |              |                | ~18                     | spojka s Němenem |                 |
|                     | G - 1                 | 5,5          | 10,0           | 2,4                     |                  |                 |

- Pravé:

| Hydrologické pořadí | Řeka   | Délka (km) | Povodí (km²) | Vzdálenost od ústí (km) | Ústí kde | Souřadnice ústí |
| ------------------- | ------ | ---------- | ------------ | ----------------------- | -------- | --------------- |
| 10012436            | G - 4  | 4,4        | 4,5          | 17,5                    |          |                 |
| 10012437            | Vilka  | 36,0       | 232,9        | 14,9                    |          |                 |
| 10012464            | Kamona | 21,4       | 110,2        | 38,0                    |          |                 |
| 10012484            | Vilka  | 6,6        | 24,3         | 6,1                     |          |                 |
|                     | G - 2  | 7,3        | 8,5          | 0,6                     |          |                 |